# 3 Batalion Celny
3 Batalion Celny – jednostka organizacyjna formacji granicznych II Rzeczypospolitej.

## Formowanie i zmiany organizacyjne
Na podstawie rozkazu Ministra Spraw Wojskowych nr 3046/Org z dnia 24 marca 1921 w miejsce batalionów wartowniczych i batalionów etapowych utworzone zostały bataliony celne. 3 batalion celny powstał w granicach DOG Pomorze, a zorganizowano go na bazie 1/II batalionu wartowniczego. Etat batalionu wynosił 14 oficerów i 600 szeregowych. Podlegał Komendzie Głównej Batalionów Celnych, a pod względem politycznym Ministrowi Spraw Wewnętrznych.
Mimo że batalion był w całym tego słowa znaczeniu oddziałem wojskowym, nie wchodził on w skład pokojowego etatu armii. Uniemożliwiało to uzupełnianie z normalnego poboru rekruta. Ministerstwo Spraw Wojskowych zarówno przy ich formowaniu, jak i uzupełnianiu przydzielało mu często żołnierzy podlegających zwolnieniu, oficerów rezerwy oraz szeregowców i oficerów zakwalifikowanych przez dowództwa okręgów generalnych jako nie nadających się do dalszej służby wojskowej. 
24 maja 1921 dowództwo 3 kompanii celnej przeniesione zostało z Nakła do Parchowa.
Rozkazem tajnym nr 10 z 7 października 1921 Komendant Główny Batalionów Celnych nakazał likwidację batalionów nr 14., 17. i 18. W myśl tego rozkazu 17 batalion celny miał przekazać swoją 1 kompanię do 3 batalionu celnego w Kościerzynie. W dniu 28 października wszystkie kompanie rozformowywanych batalionów winny odejść do miejsc nowego przeznaczenia. 
W listopadzie 1921 Ministerstwo Spraw Wewnętrznych postanowiło powołać brygady celne. 3 batalion celny wszedł w struktury 1 Brygady Celnej. 
Z końcem 1921 batalion został rozwiązany. Jego miejsce zajął przybyły z Wielkopolski 17 batalion celny.

## Służba celna
17 maja 1921 Główna Komenda Batalionów Celnych zarządziła zmiany dyslokacyjne batalionów. 3 batalion celny miał ochraniać odcinek granicy od Boszpola do Prądzony. Sztab batalionu rozlokowany miał być w Kościerzynie.
Odcinek batalionowy podzielony był na cztery pododcinki, które obsadzały kompanie wystawiające posterunki i patrole. Posterunki wystawiano wzdłuż linii granicznej w taki sposób, by mogły się nawzajem widzieć w dzień. W tym zakresie batalion współpracował z posterunkami i patrolami Policji Państwowej. Współpraca polegała na tym, że te pierwsze wystawiały wzdłuż linii granicznej stale posterunki i patrole, natomiast policja tworzyła je w głębi strefy, poza linią graniczną. W zakresie ochrony granicy batalion podlegał staroście.
Sąsiednie bataliony
19 batalion celny w Wejherowie ⇔ 20 batalion celny w Chojnicach – VI 1921 

## Kadra batalionu
Dowódcy batalionu
| stopień | imię i nazwisko    | okres pełnienia służby | kolejne stanowisko |
| ------- | ------------------ | ---------------------- | ------------------ |
| kpt.    | Kazimierz Derkacz. | IV – XI 1921           |                    |

## Struktura organizacyjna

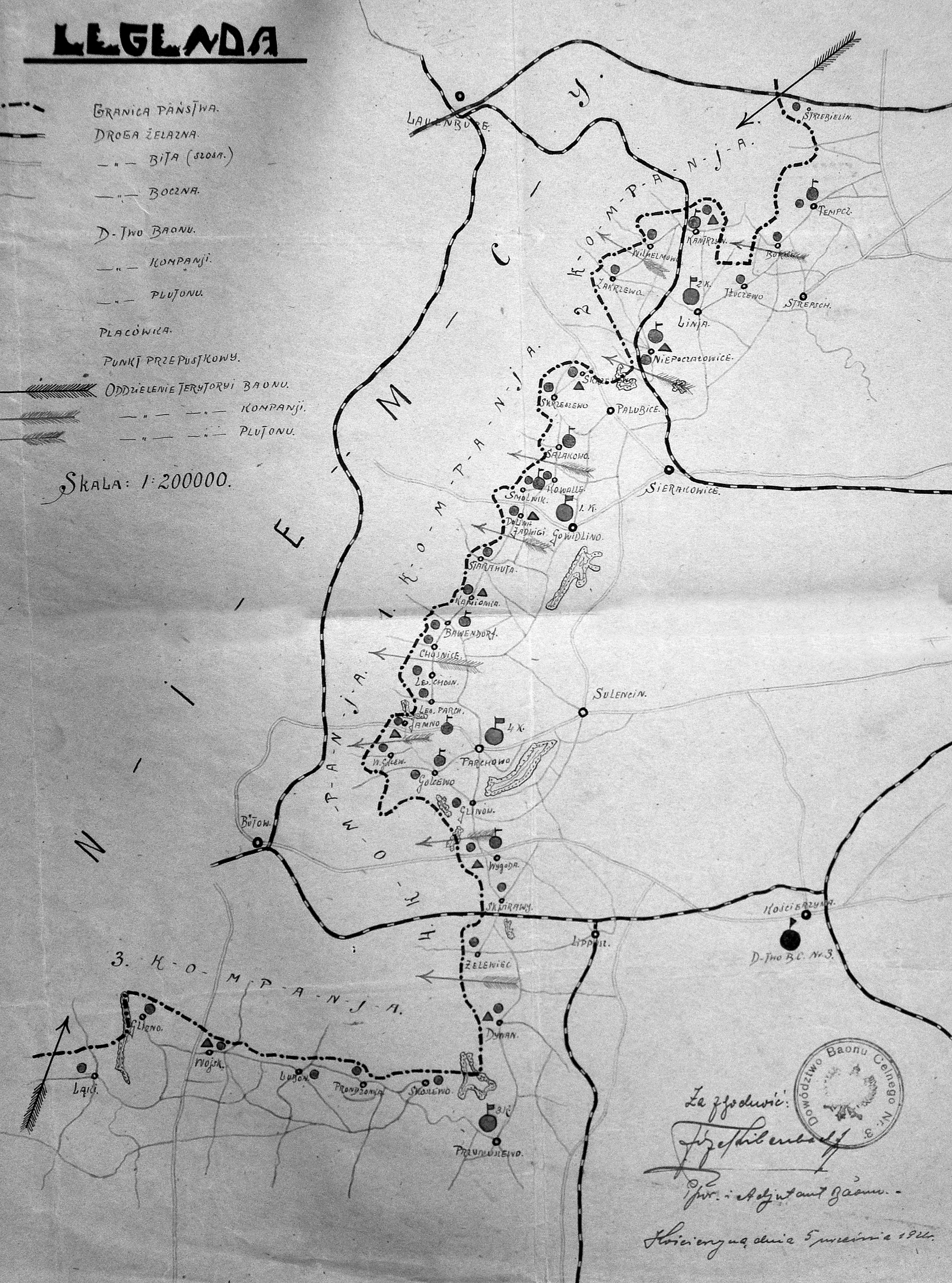
Rozmieszczenie placówek 3 batalionu celnego

| OdeB 3 batalionu celnego w Kościerzynie na dzień 8 kwietnia i 1 listopada 1921: | OdeB 3 batalionu celnego w Kościerzynie na dzień 8 kwietnia i 1 listopada 1921: | OdeB 3 batalionu celnego w Kościerzynie na dzień 8 kwietnia i 1 listopada 1921: | OdeB 3 batalionu celnego w Kościerzynie na dzień 8 kwietnia i 1 listopada 1921: | OdeB 3 batalionu celnego w Kościerzynie na dzień 8 kwietnia i 1 listopada 1921: |
| kompania                                                                        | 1. Gowidlino                                                                    | 2. Linja                                                                        | 3. Przymuszewo                                                                  | 4. Parchowo                                                                     |
| ------------------------------------------------------------------------------- | ------------------------------------------------------------------------------- | ------------------------------------------------------------------------------- | ------------------------------------------------------------------------------- | ------------------------------------------------------------------------------- |
| dowódcy                                                                         | por. Wacław Korzak chor. Florian Polec                                          | por. Jan Kaczorowski                                                            | ppor. Tadeusz Kotoni                                                            | por. Władysław Łosiński por. Jan Andruchowicz                                   |
| placówki                                                                        | Kamienica                                                                       |                                                                                 |                                                                                 |                                                                                 |
| placówki                                                                        | Skrzeszewo I                                                                    |                                                                                 |                                                                                 | Chośnica                                                                        |
| placówki                                                                        | Skrzeszewo II                                                                   | Strzebielino                                                                    | Łąki                                                                            | Leśniczówka Parchowo                                                            |
| placówki                                                                        | Załakowo                                                                        | Tempcz                                                                          | Wojsk                                                                           | Jamno                                                                           |
| placówki                                                                        | Kowale                                                                          | Borki                                                                           |                                                                                 | Gołczewo                                                                        |
| placówki                                                                        | Smolniki                                                                        | Tłuczewo                                                                        | Glizur                                                                          | Daknan                                                                          |
| placówki                                                                        | Dolina Jadwigi                                                                  |                                                                                 | Prądzonka                                                                       | Glinowo                                                                         |
| placówki                                                                        | Stara Huta                                                                      | Kauczyn                                                                         | Luboń                                                                           | Wygoda                                                                          |
| placówki                                                                        | Kamionka                                                                        | Wilhelmowo                                                                      | Skorzewo                                                                        | Skwierawy                                                                       |
| placówki                                                                        | Bawernica                                                                       | Zakrzewo                                                                        | Dywań                                                                           | Żelewiec                                                                        |
| placówki                                                                        | Chośnica                                                                        | Niepoczałowice                                                                  |                                                                                 |                                                                                 |